# New York Dolls

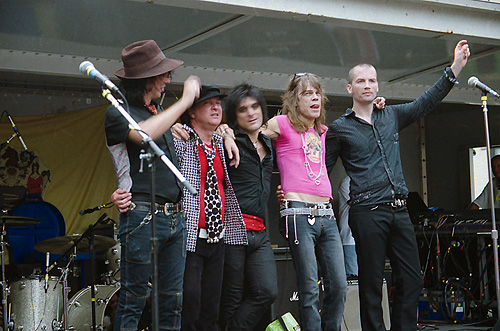
New York Dolls (2006)

New York Dolls was een Amerikaanse protopunkgroep die actief was van 1971 tot 1977. Ze worden beschouwd als voorlopers van de punk en de heavy metal. Ze werden beïnvloed door muziek van de vroege The Rolling Stones, rhythm & blues-bands, The Stooges, MC5, en Marc Bolan. Ze creëerden echter een eigen sound, criticus Erlewine drukte hun soort muziek zo uit: "[It] doesn't really sound like anything that came before it. It's hard rock with a self-conscious wit, a celebration of camp and kitsch that retains a menacing, malevolent edge." Nu wordt hun muziek als proto punk, of glam punk bestempeld.

## Geschiedenis
De oorspronkelijke bezetting bestond uit zanger David Johansen, gitaristen Johnny Thunders en Rick Rivets, bassgitarist Arthur "Killer" Kane en drummer Billy Murcia. Rick Rivets werd wel al na enkele maanden vervangen door Sylvain Sylvain. Hun eerste optreden was op kerstavond 1971 in het Endicott hotel. Maar ze verwierven pas enige bekendheid toen Rod Stewart hun vroeg om voor hem te openen op een concert in Londen. Kort daarna gebeurde er echter iets tragisch: Murcia stierf (overmatig drugs- en drankgebruik, in bad koffie drinkend). Hij werd vervangen door Jerry Nolan, deze werd verkozen boven Marc Bell, die later bekend werd als Marky Ramone.
Hun eerste singles werden uitgebracht in 1973, Bad Girl en Subway Train. New York Dolls waren niet de beste muzikanten, maar door hun energieke en enthousiaste speelstijl valt het gebrek aan talent niet echt op. Johansen trad bovendien op in travestie, hetgeen zelfs in de dagen van de glamrock de tongen los bracht.
In 1973 brachten The Dolls ook hun eerste album – New York Dolls – uit. De meeste kritieken op hun debuutalbum waren positief, maar toch viel de verkoop sterk tegen, en hun gitaarspel werd zelfs omschreven als het geluid van een grasmaaier. Na een tour door Europa, brachten ze dan in 1974 hun tweede album uit. Too much too soon werd door de critici bejubeld, maar verkocht nog minder dan hun debuutalbum.
Later in 1974 doet men nog een wanhopige poging om de groep uit het slop te trekken: op aanwijzing van hun nieuwe manager Malcolm McLaren meten de Dolls zich een provocerend USSR-imago aan. Het publiek vindt het optreden met roodleren pakjes en hamer-en-sikkelvlaggen echter niet grappig en McLaren wordt weer aan de dijk gezet.

## Breuk
Kort na dit onstlag verlieten Thunders en Nolan de groep, en ze richtten samen The Heartbreakers op, samen met Richard Hell, die een week eerder Television had verlaten. Ze werden redelijk succesvol met hun nieuwe band, maar ze brachten slechts één album uit. Er waren echter wat problemen onderling, en in de jaren 80 bracht Thunders dan een soloalbum uit, waarop onder andere de Sex Pistols Steve Jones en Paul Cook te horen zijn. In 1991 stierf hij aan een overdosis heroïne en methadon. Nolan stierf enkele maanden later aan bacteriële meningitis.
Johansen begon dan ook maar een solocarrière, samen met Sylvain. Ze hadden echter nooit veel succes, en gingen ook elk hun eigen weg. In tegenstelling tot Sylvain had Johansen nog succes, en bracht hij nog een vijftal albums uit. Sylvain richtte The Criminals op, maar ze hadden nooit succes en hij werd dan maar taxichauffeur. Deze baan werd later door hem omschreven als de slechtste baan op aarde.

## Invloed
New York Dolls beïnvloedden een hele serie artiesten, zoals Kiss, Blondie, The Ramones, The Damned, Aerosmith, Guns N' Roses alsook Morrissey van The Smiths, die een tijdje het hoofd van hun fanclub in het Verenigd Koninkrijk was. In het bijzonder werd ook The Sex Pistols door hen beïnvloed. Vooral Steve Jones, die later beweerde dat hij zich schaamde omdat hij Johnny Thunders' stijl zo had gekopieerd.

## Reünie
In 2004 maakten ze een comeback, op verzoek van Morrissey, hoewel er nog maar 3 bandleden leefden: Johansen, Sylvain en Killer Kane. Het verbaasde iedereen dat deze laatste op het podium verscheen, want hij had zich nooit kunnen neerleggen bij het uit elkaar gaan van de band. Het optreden ging zo goed, dat ze besloten om gewoon verder te blijven spelen, en zelfs nog een cd op te nemen, One day it will please us to remember even this. Maar 22 dagen na het optreden sloeg het noodlot toe, Killer Kane dacht dat hij de griep had, en ging langs bij de dokter. Er werd echter leukemie geconstateerd, en binnen 2 uur stierf hij. Johansen zei over dit verlies: "It's good to know that he went out on a high point in his musical life but he will be sorely missed." De nieuwe bezetting, met gitarist Steve Conti, bassist Sami Yaffa en drummer Brian Delaney, toert sinds 2004 met tussenpozen de wereld over, waarbij Nederland regelmatig wordt aangedaan. Na het succes van One day it will please us to remember even this duikt het vijftal in 2009 opnieuw de studio in om met Cause I sez so tevoorschijn te komen.